# Río Ahja
El río Ahja es un río del este de Estonia que nace en el lago Erastvere y fluye durante 666 km hasta desaguar en el río Emajõgi, el cual desemboca en el lago Peipus. Su cuenca hidrográfica tiene una extensión de 1073 km².